# Eduardo Santos

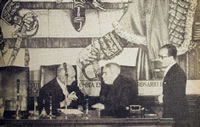
Ex-Präsident Santos mit dem späteren Präsidenten Laureano Gómez (1949)

Eduardo Santos Montejo (* 28. August 1888 in Bogotá; † 27. März 1974 ebenda) war ein kolumbianischer Journalist, Politiker des liberalen Partido Liberal Colombiana sowie von 1938 bis 1942 Präsident Kolumbiens.

## Biografie
Nach dem Schulbesuch war er als Journalist tätig und schließlich 1913 Eigentümer und Herausgeber der 1911 gegründeten liberalen Tageszeitung El Tiempo, die er zur größten Tageszeitung des Landes ausbaute.
1917 wurde er Mitglied des Partido Liberal Colombiano und im August 1930 von Präsident Enrique Olaya Herrera zum Außenminister in dessen Kabinett berufen, dem er bis zum Juli 1931 angehörte. 1931 wurde er für kurze Zeit Gouverneur des Departamento de Santander im Nordosten, ehe er zwischen 1931 und 1933 Leiter der Delegation Kolumbiens beim Völkerbund war. 1935 wurde er zum Senator gewählt und gehörte dem Senat (Senado) bis 1937 an.
Santos, der Führer des rechten Flügels innerhalb der Partei war, wurde 1938 ohne Gegenkandidaten zum Präsidenten gewählt.
Während seiner vom 7. August 1938 bis zum 7. August 1942 dauernden Präsidentschaft setzte er weitgehend den Reformkurs seines Amtsvorgängers Alfonso López Pumarejo fort. Trotz des begonnenen Zweiten Weltkrieges führte er maßgebliche Programme ein, die auch Grundlagen für nachfolgende Regierungen schufen, wie zum Beispiel in den Bereichen Wohnungsbau, Kreditreformen und Fernstraßenbau. Ein weiterer bedeutender Erfolg seiner Amtszeit war der Abschluss eines Grenzvertrages mit Venezuela nach mehrjährigen Verhandlungen. Außerdem kam es auch zu einem neuen Abkommen mit dem Heiligen Stuhl, der dazu führte, dass die klerikale Kontrolle des Unterrichtswesens endete und vorsah, dass die Bischöfe Staatsangehörige Kolumbiens sein müssen. Bereits vor seinem Amtsantritt machte er deutlich, dass die Staaten Amerikas zusammenhalten müssten und brach daher nach dem Angriff auf Pearl Harbor im Dezember 1941 die diplomatischen Beziehungen zu den Achsenmächten ab. Zugleich kam es zur Verstaatlichung der bisher im deutschen Besitz befindlichen nationalen Fluggesellschaft Avianca.
Nach dem Ende seiner Präsidentschaft blieb er einer der Führer der Liberalen Partei und war zwischen 1948 und 1950 während der Amtszeit von Mariano Ospina Pérez erster Vizepräsident des Landes.
Zwischen 1953 und 1957 war er in seiner Eigenschaft als Herausgeber von El Tiempo einer der Hauptkritiker von Diktator Gustavo Rojas Pinilla, der daraufhin das Verlagshaus für 22 Monate schließen ließ. Das Angebot eines Wiedererscheines der Zeitung unter bestimmten Bedingungen im Rahmen einer Pressezensur lehnte er jedoch ab und begann mit der Herausgabe von El Tiempo erst wieder nach der Absetzung Rojas Pinillas im Mai 1957. Santos blieb bis zu seinem Tode Herausgeber von El Tiempo.
Ihm zu Ehren wurde das Stadion des Fußballvereins Unión Magdalena in Estadio Eduardo Santos sowie ein Barrio von Medellín benannt.
Nach seinem Tode wurde sein Neffe Enrique Santos alleiniger Herausgeber von El Tiempo. Dessen Sohn, Eduardo Santos’ Großneffe Juan Manuel Santos war vom 7. August 2010 bis 6. August 2018 ebenfalls Präsident Kolumbiens.